# تنكابن
تنكابن (بالفارسية: تنکابن) هي مدينة تقع في إيران في قسم. يقدر عدد سكانها بـ 43,128 نسمة .

## أعلام
- حسين بن إبراهيم التنكابني